# Desa Leloboko (administrativ by i Indonesien, lat -9,68, long 124,18)
Desa Leloboko är en administrativ by i Indonesien.   Den ligger i provinsen Nusa Tenggara Timur, i den sydöstra delen av landet, 1 900 km öster om huvudstaden Jakarta.